# ヴォルフガング・ティルマンス

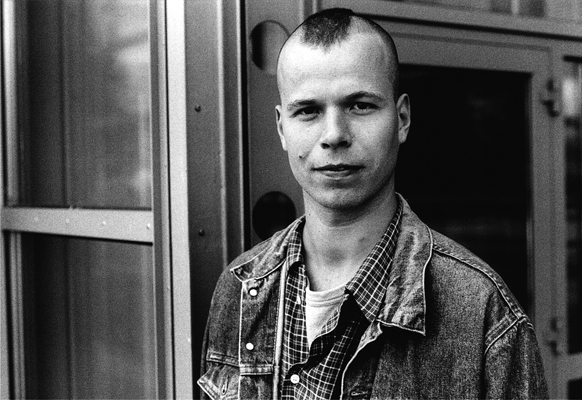
ヴォルフガング・ティルマンス

ヴォルフガング・ティルマンス（Wolfgang Tillmans、1968年）はドイツ出身の写真家。ロンドンとベルリンを拠点に活動する。2000年にターナー賞を受賞。

## 略歴
1968年、西ドイツのレムシャイトに生まれる。
幼い頃は天文少年で、月面や太陽の黒点、日食などを観察・撮影していた。インタビューでは、天文現象をきっかけに映像の世界に興味を持つようになったと語っており、のちには天体を題材とした作品集も発表している。
1980年代頃から、クラブなど若者文化を題材にした写真作品の制作を始め、雑誌『i-D』（en:i-D）などで発表していた。1990年から1992年にかけてはイギリスのボーンマス＆プール・カレッジ・オブ・アート＆デザイン（en:The Arts University College at Bournemouth）に在学。
1993年にはケルンで初の個展を開く。
2000年に初めてターナー賞にノミネートされ、受賞した。
自身がゲイであることを公言している。

## 作風
よくある日常の風景のスナップのような無造作な作品がみられるが、実際には照明など緻密な計算のもとに撮影されている。
複数の作品を展示室内にインスタレーションのように配置させることもある。

## 作品
写真集

- Wolfgang Tillmans (Taschen, 1995) ISBN 3822888532
- For When I'm Weak I'm Strong (Cantz Verlag, 1996) ISBN 3893228888
- Burg (Taschen, 1998) ISBN 3822878812
- Soldiers: The Nineties (Walther Koenig, 1999) ISBN 3883753777
- Wako Book 1999 (Wako Works of Art, 1999) ISBN 4902070162
- View from Above (Hatje Cantz, 2001) ISBN 3775710841
- Wako Book 2 (Wako Works of Art, 2001) ISBN 4902070197
- Portraits (Walther Koenig, 2001) ISBN 3883755060
- Concorde (Walther Koenig, 2002) ISBN 3883752738
- Portraits (D. A. P., 2002) ISBN 1891024361
- Wolfgang Tillmans (Phaidon, 2002) ISBN 0714841927
- Still Life (Harvard Univ Art Museums, 2002) ISBN 1891771264
- If One Thing Matters, Everything Matters (Tate Publishing, 2003) ISBN 1854374850
- Wako Book 3 (Wako Works of Art, 2005) ISBN 4902070251
- Truth Study Center (Taschen, 2005) ISBN 3822846406
- Freedom from the Known (P.S.1 Contemporary Art Center, 2006) ISBN 3865212638
- Wolfgang Tillmans (Yale University Press, 2006) ISBN 0300120222
- Das achte Feld: Geschlechter, Leben und Begehren in der Kunst seit 1960 (Hatje Cantz, 2006)ISBN 377571829X
- Manual (Walther Koenig, 2007) ISBN 3865601324
- Lighter (Hatje Cantz, 2008) ISBN 3775721878
- Wako Book 4 (Wako Works of Art, 2008) ISBN 9784902070316